# Le Révolté (film, 1962)
Pour les articles homonymes, voir Le Révolté.
Pour plus de détails, voir Fiche technique et Distribution.
Le Révolté (天草四郎時貞, Amakusa Shirō Tokisada) est un film japonais réalisé par Nagisa Ōshima, sorti en 1962.

## Synopsis
En 1637, à Shimabara, dans le Japon de l’ère Tokugawa, des paysans de confessions chrétiennes sont opprimés et finissent par se révolter contre le shogunat avec l’aide d’un chef rebelle chrétien et samouraï Shiro Amakusa...

## Fiche technique
- Titre : Le Révolté
- Titre original : 天草四郎時貞 (Amakusa Shirō Tokisada?)
- Réalisation : Nagisa Ōshima
- Scénario : Nagisa Ōshima et Toshirō Ishidō (ja)
- Photographie : Shintarō Kawasaki
- Musique : Riichirō Manabe (ja)
- Décors : Yasutarō Kon
- Montage : Shintarō Miyamoto
- Société de production : Tōei
- Pays de production :  Japon
- Format : noir et blanc - 2,35:1 - son mono - 35 mm
- Genre : film historique, jidai-geki, film d'action
- Durée : 101 minutes[1]
- Dates de sortie :
  - Japon : 21 mars 1962[1]

## Distribution
- Hashizō Ōkawa : Amakusa Shirō Tokisada
- Minoru Chiaki : Tanaka
- Tokubei Hanazawa : Yomiemon
- Mikijirō Hira : Matsukura Katsuie
- Yoshi Katō : le père de Yamazenuemon
- Chōichirō Kawarasaki : Tamezo
- Rentarō Mikuni : Uemonsaku
- Sue Mitobe : Maki
- Kikue Mōri : Maruta
- Satomi Oka : Sakura, la femme de Shinbei
- Ryūtarō Ōtomo : Shinbei Oka
- Takamaru Sasaki : Jinbei
- Kei Satō : Taga Mondo
- Rokkō Toura : le rōnin